# Яркино (Московская область)
Яркино — деревня в Московской области России. Входит в городской округ Солнечногорск. Население — 1 чел. (2010).

## География
Деревня расположена на севере Московской области, в северной части округа, примерно в 15,5 км к северу от центра города Солнечногорска, у границы с Клинским районом. В деревне две улицы — Лесная и Сосновая. Ближайшие населённые пункты — деревни Бородино и Фоминское.

## Население
| 1852 | 1859 | 1890 | 1899 | 1926 | 1966 |
| ---- | ---- | ---- | ---- | ---- | ---- |
| 48   | ↗53  | ↗160 | ↘33  | ↗51  | ↘21  |
| 2002 | 2010 |      |      |      |      |
| ↘1   | →1   |      |      |      |      |

## История
В 7135 г. в Лутосенском стане, Дмитровскаго уезда, находилась вотчина «волочанина Неустроя Андреева сына Зароцкаго, по жалованной грамоте 128 года, пустошь, что было сельцо Борисовское, Яркино тож».— Исторические материалы о церквах и селах XVI—XVIII ст.
В 1678 году вотчиной владел стольник Никита Ксенофонтович Тараканов, при котором был построен двор вотчинников для деловых людей и пустошь стала деревней Яркино, а позже, после постройки церкви Алексия митрополита Московского чудотворца, освящённой в 1700 году, — селом Алексеевским.
В 1705 году Алексеевское-Яркино принадлежало стольнику Петру Гавриловичу Фёдорову, в то время в селе находилась каменная церковь Обновления храма Воскресения Христова. Затем селом владел его сын Иван, а в 1765 году — внук.
В середине XIX века — село 1-го стана Клинского уезда Московской губернии в 71 версте от столицы и 16 верстах от уездного города, близ Московского шоссе. Принадлежала титулярному советнику Сергею Петровичу Фёдорову, крестьян 19 душ мужского пола и 29 душ женского, 7 дворов.
В «Списке населённых мест» 1862 года Яркино (Алексеевское) — владельческое село 1-го стана Клинского уезда по правую сторону Дмитровского тракта от города Клина, в 15 верстах от уездного города и 18 верстах от становой квартиры, при колодцах, с 7 дворами и 53 жителями (23 мужчины, 30 женщин).
По данным на 1899 год — село Соголевской волости 2-го стана Клинского уезда с 33 душами населения.
В 1913 году — 12 дворов.
По материалам Всесоюзной переписи населения 1926 года — село Таракановского сельсовета Соголевской волости Клинского уезда в 16 км от станции Подсолнечная Октябрьской железной дороги, проживал 51 житель (22 мужчины, 29 женщин), насчитывалось 13 хозяйств, среди которых 11 крестьянских.
С 1929 года — населённый пункт в составе Солнечногорского района Московского округа Московской области. Постановлением ЦИК и СНК от 23 июля 1930 года округа как административно-территориальные единицы были ликвидированы.
1929—1957, 1960—1963, 1965—1976 гг. — деревня Таракановского сельсовета Солнечногорского района.
1957—1960 гг. — деревня Таракановского сельсовета Химкинского района.
1963—1965 гг. — деревня Таракановского сельсовета Солнечногорского укрупнённого сельского района.
1976—1994 гг. — деревня Вертлинского сельсовета Солнечногорского района.
С 1994 до 2006 гг. деревня входила в Вертлинский сельский округ Солнечногорского района.
С 2005 до 2019 гг. деревня включалась в Смирновское сельское поселение Солнечногорского муниципального района.
С 2019 года деревня входит в городской округ Солнечногорск, в рамках администрации которого относится с территориальному управлению Смирновское.